# Aigialosaurus
Aigialosaurus (лат., от греч. αιγιαλού — морское побережье и σαύρα — ящерица, возможное русское название — айгиалозавр) — род вымерших пресмыкающихся из семейства Aigialosauridae, близкого к мозазаврам. Впервые ископаемые остатки, принадлежащие роду, были найдены в Хорватии в верхнемеловых отложениях. Согласно последним молекулярным и морфологическим данным, Aigialosaurus является древнейшим известным представителем надсемейства Mosasauroidea.

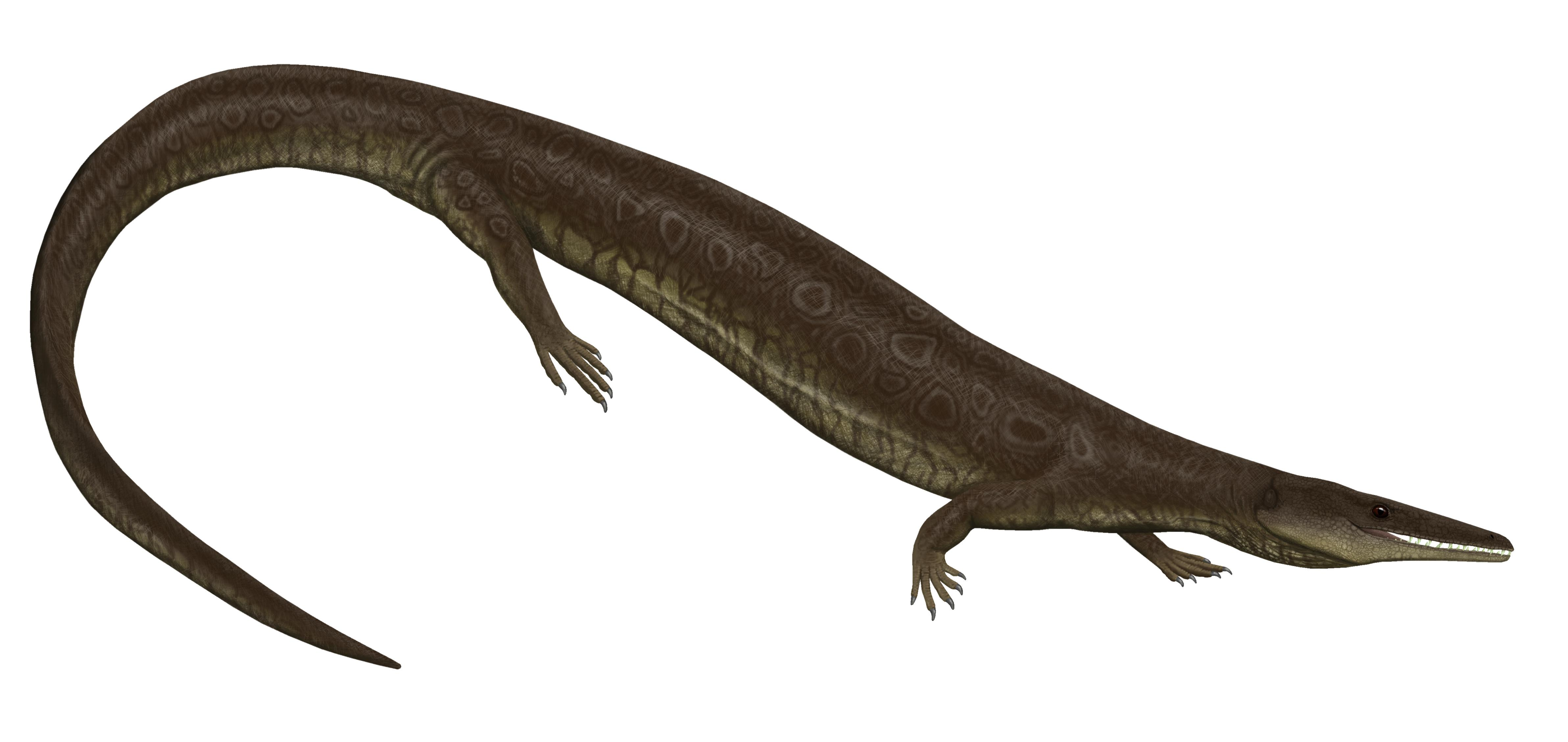
Реконструкция вида Aigialosaurus dalmaticus

## Классификация
По данным сайта Fossilworks, на сентябрь 2017 года в род включают 3 вымерших вида:
- Aigialosaurus bucchichi (Kornhuber, 1901) [syn. Opetiosaurus bucchichi Kornhuber, 1901]
- Aigialosaurus dalmaticus Kramberger, 1892typus
- Aigialosaurus novaki Kramberger, 1892